# Linia kolejowa 161 Lučenec – Veľký Krtíš
Linia kolejowa 161 Lučenec – Veľký Krtíš – linia kolejowa na Słowacji o długości 41 km, łącząca miejscowości Lučenec i Veľký Krtíš. Jest to linia jednotorowa oraz niezelektryfikowana. Linia biegnie tranzytem przez terytorium Węgier.